# Calco epigrafico
Nelle discipline epigrafiche, il calco (tedesco: Abklatsch, inglese: squeeze, latino: ectypum) è la riproduzione cartacea di un'iscrizione, ottenuta con uno speciale procedimento: un foglio di carta spessa e porosa viene bagnato e applicato sulla superficie dell'epigrafe, precedentemente ripulita con una spazzola dalle setole morbide. Poi, utilizzando la stessa spazzola, si fa aderire la carta ai solchi delle lettere. Quando il foglio è asciutto, lo si può rimuovere. In questo modo si ottiene una riproduzione tridimensionale dell'iscrizione, che va letta a rovescio, dal lato dove le lettere sono in rilievo. La tridimensionalità della riproduzione è il grande vantaggio che i calchi - seppur introdotti all'inizio del XIX secolo - offrono rispetto alle fotografie. Lo svantaggio è che la pulitura della pietra può eliminare eventuali resti della colorazione delle lettere.
Il calco è di importanza fondamentale nel lavoro scientifico: permette di leggere l'iscrizione più facilmente, e di riprodurre le iscrizioni che si trovano su supporti non trasportabili per poterle studiare successivamente.
Biblioteche di istituzioni scientifiche, come ad esempio l'Accademia delle scienze di Berlino, dove vengono curate le edizioni del Corpus Inscriptionum Latinarum e delle Inscriptiones Graecae, conservano importanti collezioni di calchi, che sono stati inoltre digitalizzati.
Talvolta vengono approntati calchi con altri materiali, come gesso, lattice o fogli d'alluminio. La carta però si è dimostrata più maneggevole e resistente all'usura del tempo.